# Lauren Jackson
Lauren Jackson (LJ, Loz, Lozza, entre altres), va néixer l'11 de maig de 1981 i ho va fer a Albury, (Nova Gal·les del Sud), Austràlia. És una jugadora de bàsquet professional; la millor per a molts analistes, sense dubte, ja és la millor basquetbolista australiana de tots els temps i és considerada, així, l'ambaixadora australiana d'aquest esport. Paral·lelament ha realitzat alguns reportatges com a model.

## Dades personals de referència
- Posició: Ala-Pívot
- Altura: 1,96 m
- Pes: 84,8 kg
- Escola secundària: Australian Institute of Sport

## Història

### L'herència
Els seus pares ja jugaven a bàsquet quan ella estava per néixer, i d'aquesta manera amb només dues setmanes de vida, s'explica l'anècdota de què els seus pares Maree i Gary ja se la van començar a endur arreu del país on juguessin. D'aquesta manera, no resulta gens estrany que amb dos anys, la jove Lauren sentenciés que volia jugar per Austràlia car el seu rerefons familiar era el més propici i lògic.
Lluny de ser una dèria del típic fill que anhela imitar la professió dels pares, als quatre anys ja va començar a prendre contacte amb l'esport, resultant tota una troballa i, en conseqüència, una jove promesa.

### El cop d'efecte
Al campionat de l'estat, a la categoria sub-12, na Lauren, amb 10 anys, va prendre part tot desenvolupant un bàsquet força íntim que la feu accedir a ser elegida MVP (Jugadora més valuosa) del torneig.
Tot just 2 anys després; va rebre dels seus pares una esbroncada força constructiva i encoratjadora. Va resultar també ser una mica austera, ja que la varen titllar de jugar malament i de ser una nena consentida, com bé ja podia ser car era una de les perles del bàsquet femení australià i, per tant, rebia mims per totes bandes. Podria sobtar, però, aquesta esbroncada, ja que havia rebut alguns premis, però, concretament, aquesta es va produir pel fet que s'havia lesionat el genoll, tot i que no de gravetat. Això l'havia fet refusar jugar la resta de la final de l'Australian Competition Cup categoria sub-14 en la que, per això, el seu equip va perdre.
Els seus pares li van dir que ella no tenia per què jugar a bàsquet perquè ells ho haguessin fet abans, i no per això la deixarien d'estimar o l'estimarien menys. L'angoixa va recórrer el cos de na Lauren la qual va treure pit i es va marcar un objectiu: Donar el millor de si mateixa per perdre el pessimisme i arribar així, a l'equip olímpic.

### L'assalt al somni
Als quinze anys, viatja a l'Australian Institute of Sport (AIS), a Canberra. Allí jugaria com a júnior tot representants les Gems i l'AIS als Campionats del Món Júnior tot arribant a guanyar la plata, un any després.
És ara, als setze anys quan representant l'AIS va fer el seu debut a la WNBL, la Women's National Basketball League, la Lliga australiana professional, vaja, on va obtenir el The Betty Watson Rookie of the Year Award. També, fou premiada amb una plaça a l'equip Opal: Finalment, havia arribat a la selecció australiana. Jackson, era de llarg la millor jugant amb tan sols 16 anys. En els campionats sub-20 al Brasil Aquí, va anotar un punt per cada minut que va estar a la pista jugant. Això va cridar l'atenció de la resta del món que esdevingué realment interessat en les seves habilitats. Aquest fet, va atraure també els patrocinadors més adinerats.

### La millor jugadora
El 1999 van començar a caure més premis i reconeixements a la seva trajectòria: va guanyar la WNBL amb l'AIS, una gran al·legoria, ja que l'AIS no havia guanyat pas mai el títol. A ella, li va comportar guanyar l'MVP, i estar en l'all-star five, és a dir, a l'equip ideal de la temporada. S'ho havia guanyat car era la millor anotadora i amb millor percentatge de tir de la lliga dins l'àrea.
Aleshores faria el salt cap a l'altre equip de Canberra, les Canberra Capitals, mentre tenia el privilegi de jugar el partit nº100 del combinat australià, contra la selecció polonesa.
Al mateix temps que es varen disputar els Jocs Olímpics de Sidney 2000, on feu 127 punts, 23 taps, 12 robatoris i 67 rebots, fou una bona actuació tot i restar una mica lluny probablement del millor nivell, però fou suficient per col·locar-se a la final on va fer un gran partit amb 20 punts i 13 rebots, tanmateix, la potent selecció dels Estats Units, es va imposar i guanyà l'or. Les Opals, però, van obtenir la seva primera medalla olímpica, una plata. Exactament el mateix resultat que en els Jocs Olímpics d'Atenes 2004.
Amb les noies del Canberra Capitals, guanyà tres títols consecutius: 2000-2001, 2001-2002 i 2002-2003.
El 2001, però, en el draft de la WNBA, l'equip de les Seattle Storm, la van triar en primer lloc, amb les quals encara avui hi juga, havent conquerit el 2004, el ceptre de lliga, després de ser escollida el 2003 MVP. El 2004, tot i no repetir com a millor jugadora, sí que ha repetit com a millor anotadora, sempre davant d'una de les grans competidores, una institució als Estats Units i probablement l'única que podria estar a la seva alçada, la jugadora de Los Angeles Sparks na Lisa Leslie.
Abans d'iniciar la temporada de la WNBA 2004, hem d'assenyalar el fugaç pas per la Lliga russa, on hi va jugar cinc partits amb l'UMMC Ekaterimbourg, amb un contracte molt estrany en el que preveia que pogués jugar un mínim de tres partits i un màxim de cinc, jugant de titular i essent la jugadora més ben pagada del món, cobrant tot just 220.000 dòlars. És lògic creure que l'UMMC havia pres aquesta decisió en la cara final de la seva lliga com a mesura última, per tal d'aconseguir el triomf a la lliga i a la copa d'Europa, les quals no varen ser possibles. Na Lauren gairebé no es va aclimatar amb tanta velocitat i dugué a terme unes actuacions força discretes.
Lauren Jackson, ha après a fer servir perfectament el seu metre amb noranta-sis centímetres d'alçada, sobretot en atac aconseguint un bon llançament dins la zona i sorprenent amb un digne percentatge des de la línia de tres punts. La seva combinació entre duresa mental i agressivitat, sumada a la seva capacitat atlètica, com venint comentant, per ella ha estat una de les claus per a compensar i superar els problemes que tenia de jove, al començar, en el joc defensiu dins l'àrea; esdevenint una gran rebotadora.
Tant és així, que a banda de la seva condició atlètica, diversos són els factors que la caracteritzen i fan que el somni de les Opals d'algun dia aconseguir una medalla d'or olímpica, passen per les seves mans. Estem parlant de l'habilitat, l'altura, l'actitud que mostra en el camp i fora del camp, i, sobretot, l'amor que té pel joc que la fan una jugadora fenomenal i com molts han qualificat, l'ambaixadora del bàsquet femení australià.
Després d'una lesió l'octubre de 2005, Lauren Jackson va perdre's la temporada de la WNBL. Però la seva recuperació va ser més ràpida de l'esperada i va poder reaparèixer per a les sèries finals tot aconseguint el títol de la lliga australiana, i a més a més, fent-se amb l'MVP de les finals. Arran d'això tota una sèrie d'èxits internacionals al llarg del 2006.
Per la temporada 2006-2007, Lauren Jackson ha signat un contracte no tan milionari com el de Rússia que la vincularà a la lliga sud-coreana, sense deixar de jugar a Seattle Storm amb les quals ha renovat tres anys més, més concretament e l'equip de la ciutat de Seül.

#### La persecució de la copa del món
Austràlia amb Lauren Jackson ha perseguit amb força la copa del món ja sigui dins dels mundials, o bé en el context dels Jocs Olímpics de 2004. A Atenes, van poder arribar a la final, però després d'un partit ben irregular de la jugadora australiana la seva selecció acabà cedint la victòria a les favorites, les estatunidenques per 63 a 74. Així, repetien la plata dels jocs de l'any 2000. Tanmateix, el 2006, amb la victòria als Jocs de la Commonwealth a Melbourne, les australianes, liderades per la mateixa jugadora, van proclamar-se campiones del món finalment, en un partit força fàcil, imposant-se a les jugadores de la selecció russa per 91 a 74.

## L'impacte com a model
Deixant de banda la seva carrera esportiva, na Lauren, ha pres part en un parell de reportatges fotogràfics lluint la seva figura com a model. El primer, va causar certa polèmica l'inici de la temporada 2004 a la WNBA dintre dels sectors més conservadors i puritans dels Estats Units que ràpid varen posar el crit al cel demanant una sanció exemplar. Ens referim a les fotos que van aparèixer al magazine australià Black + White, on aparegué totalment nua, per bé que només es va apreciar el topless, juntament amb altres esportistes australians amb motiu dels Jocs Olímpics d'Atenes 2004 com a imatges promocionals. L'opinió que va fer sentir públicament na Lauren, fou la sensació d'orgull que havia tingut en aparèixer-hi juntament amb altres estrelles del seu país.
Més tard, també ha elaborat un reportatge, mostrant una línia de biquinis, per a la prestigiosa revista nord-americana Sports Illustrated, que no ha provocat pas cap escàndol en tant que apareixia en una foto, en un topless cobert.